# اضطرابات النضج في الطماطم

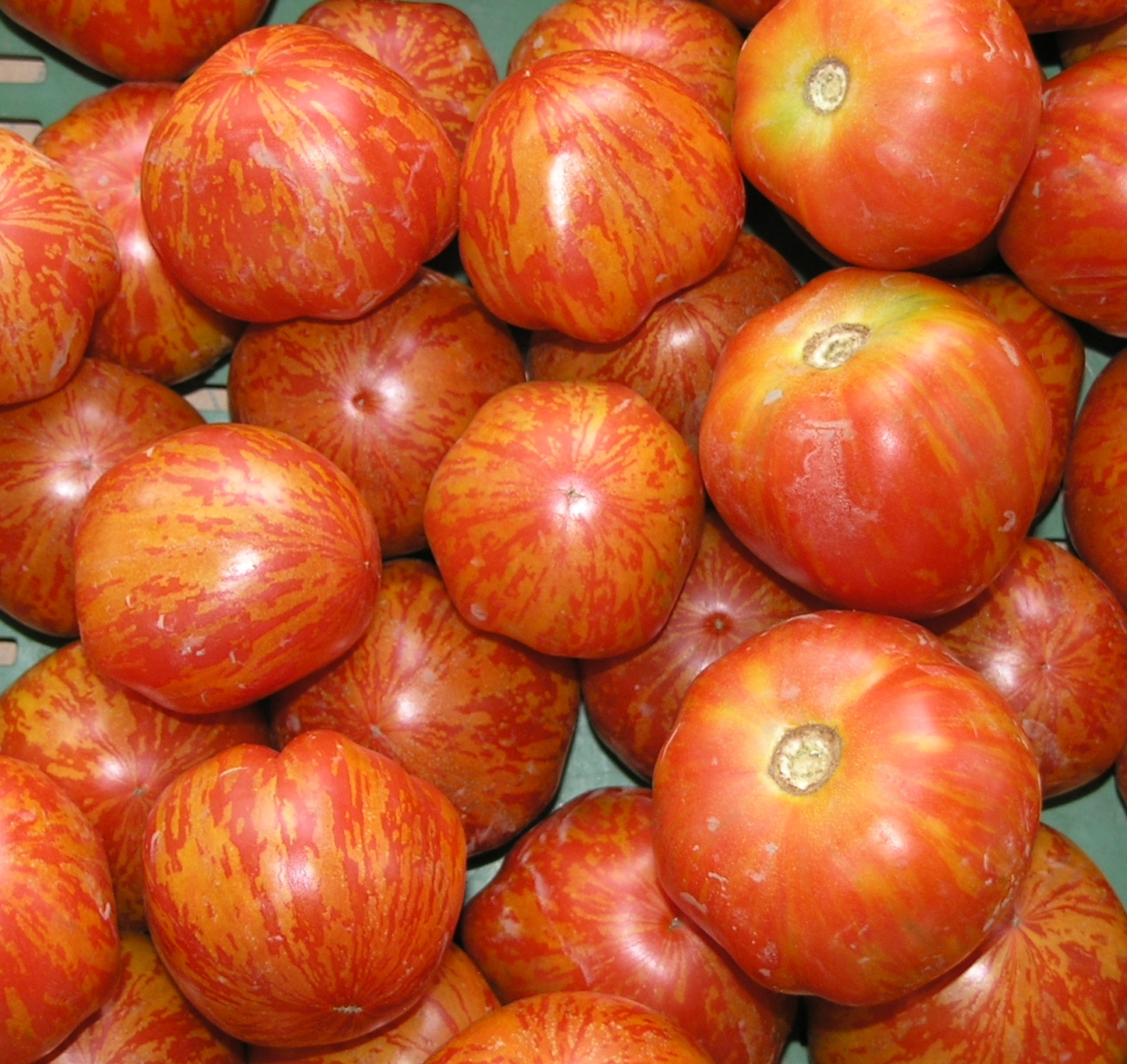
اضطرابات النضج في الطماطم

اضطرابات النضج الفسيولوجية في الطماطم (بالإنجليزية: Tomato Physiological Ripening Disorders)‏ يمكن أن تتأثر ثمرة نبات الطماطم بعدد من اضطرابات النضج سواء المزروعة في الدفيئات أو في الحقول، من هذه الاضطرابات: النضج المتبقع (بالإنجليزية: blotchy ripening)‏، الكتف الأصفر (بالإنجليزية: yellow shoulder)‏، الجدار الرمادي (بالإنجليزية: gray wall)‏ والتبيّض الداخلي (بالإنجليزية: internal whitening)‏. تحدث هذه الاضطرابات الفسيولوجية أغلب الأحيان في الدفيئات أو البيوت البلاستيكية ولكن يمكن أن تحدث أيضًا في الطماطم الحقلية. قد تكون الأضرار التي لحقت بالثمرة كبيرة، وبذلك قد تتسبب في تقليل قابلية المنتج للبيع.

## تعريف
جميع الاضطربات المذكورة ينتج عنها أعراض متشابهة في ثمرة الطماطم، وفي الواقع قد تكون أعراضاَ مختلفة لنفس الاضطراب، وجميعها تؤدي إلى نضج غير متساوٍ (أو غير متوازن) لثمرة الطماطم. عادةً ما يشير مصطلح «النضج المتبقع» إلى اضطراب يحدث فيه أن تظل أجزاءٌ من سطح الثمرة خضراء أو صفراء أو برتقالية ولا تنضج. «الكتف الأصفر» مصطلح يستخدم عندما يحدث تغيّر جزئي للون سطح الثمرات (التي تنمو وهي تحيط بساق النبات) إلى لون قريب للأصفر. «الجدار الرمادي» مصطلح يستخدم عندما تتحول جدران الثمرة الخارجية إلى اللون البني أو الرمادي ليتسبب ذلك في خرابها، وعند المقارنة مع «التبيّض الداخلي» فذلك يشير إلى تحول جدران الثمرة الخارجية والداخلية إلى بيضاء وذات طبيعة فلينية.

## أسباب
غالباً ما ترتبط الحالات الشديدة للنضج المتبقع وكذلك الكتف الأصفر بعوامل معينة تسببت في نقص توفير البوتاسيوم للثمار الناضجة، تشمل هذه العوامل:
- التربة المشبعة بالمياه أو المضغوطة.
- معدلات استخدام البوتاسيوم دون المستوى المناسب، واستخدام النيتروجين فوق المستوى المطلوب.
- الاستخدام المفرط لمغذيات تنافس البوتاسيوم في الامتصاص.
- الظلال الناتجة عن النبات كثيفة بشكل كبير بالنسبة للثمار.

بالإضافة لبعض الظروف البيئية التي من الممكن أن تتسبب في ذلك أيضاً.
من الظروف البيئية التي تكون عندها اضطرابات النضج أكثر شيوعًا؛ درجات حرارة الهواء الغير مناسبة خلال المراحل المتأخرة من نضج الثمار (على سبيل المثال، أقل من 15.5 درجة مئوية أو أعلى من 32.2 درجة مئوية) أو عندما تكون هذه الدرجات متغيرة للغاية، من الظروف كذلك أن تحافظ الرطوبة على مستويات مرتفعة لفترة ما، أو عندما تسود هذه الظروف وتكون مستويات الضوء منخفضة.
يمكن كذلك أن يتسبب فيروس موزاييك الطماطم (بالإنجليزية: Tomato mosaic virus)‏ بأعراضٍا مشابهة لنضج الثمار الغير المتساوٍ ويجب استبعاده كسبب أساسي.

## الضوابط والوقاية
تختلف قابلية الأصناف في الإصابة بهذا الاضطراب، لذا يفترض بالمزارع أن يختار الأصناف التي لا تظهر عليها عادةً أعراض النضج المتبقع. الأهم من ذلك، أن يتجنب المزارع درجات الحرارة المنخفضة أو المرتفعة للغاية داخل الدفيئات (أقل من 15.5 درجة مئوية أو أعلى من 32.2 درجة مئوية). علاوة على ذلك، يجب تهوية الدفيئات الزراعية والبيوت البلاستيكية للحفاظ على رطوبة مناسبة قريبة أو أقل من الرطوبة المحيطة بالخارج. تؤثر أيضاً المغذيات النباتية وحالة الماء على حدوث النضج المتبقع، لذلك ينبغي على المزارعين توفير التسميد المتوازن والري المنتظم. ويجب كذلك تنظيم ظلال النبات المحيطة بالثمار بشكل يسمح بدوران الهواء مع المحفاظة على غطاء كافي للثمار.